# Villeneuve-de-la-Raho
Pour les articles homonymes, voir Villeneuve.
Villeneuve-de-la-Raho  (en catalan : Vilanova de Raò) est une commune française située dans l'est du département des Pyrénées-Orientales, en région Occitanie. Sur le plan historique et culturel, la commune est dans le Roussillon, une ancienne province du royaume de France, qui a existé de 1659 jusqu'en 1790 et qui recouvrait les trois vigueries du Roussillon, du Conflent et de Cerdagne.
Exposée à un climat méditerranéen, elle est drainée par le Réart et par un autre cours d'eau. La commune possède un patrimoine naturel remarquable composé de deux zones naturelles d'intérêt écologique, faunistique et floristique.
Villeneuve-de-la-Raho est une commune rurale qui compte 4 416 habitants en 2022, après avoir connu une forte hausse de la population depuis 1962. Elle est dans l'unité urbaine de Villeneuve-de-la-Raho et fait partie de l'aire d'attraction de Perpignan. Ses habitants sont appelés les Villeneuvois ou  Villeneuvoises.

## Géographie

### Localisation
La commune de Villeneuve-de-la-Raho se trouve dans le département des Pyrénées-Orientales, en région Occitanie.
Elle se situe à 7 km à vol d'oiseau de Perpignan, préfecture du département, et à 6 km d'Elne, bureau centralisateur du canton de la Plaine d'Illibéris dont dépend la commune depuis 2015 pour les élections départementales.
La commune fait en outre partie du bassin de vie de Saint-Cyprien.
Les communes les plus proches sont : 
Théza (2,9 km), Corneilla-del-Vercol (3,1 km), Saleilles (3,4 km), Montescot (3,5 km), Bages (3,8 km), Pollestres (4,1 km), Alénya (5,3 km), Cabestany (5,3 km).
Sur le plan historique et culturel, Villeneuve-de-la-Raho fait partie de l'ancienne province du royaume de France, le Roussillon, qui a existé de 1659 jusqu'à la création du département des Pyrénées-Orientales en 1790 et qui recouvrait les trois vigueries du Roussillon, du Conflent et de Cerdagne.

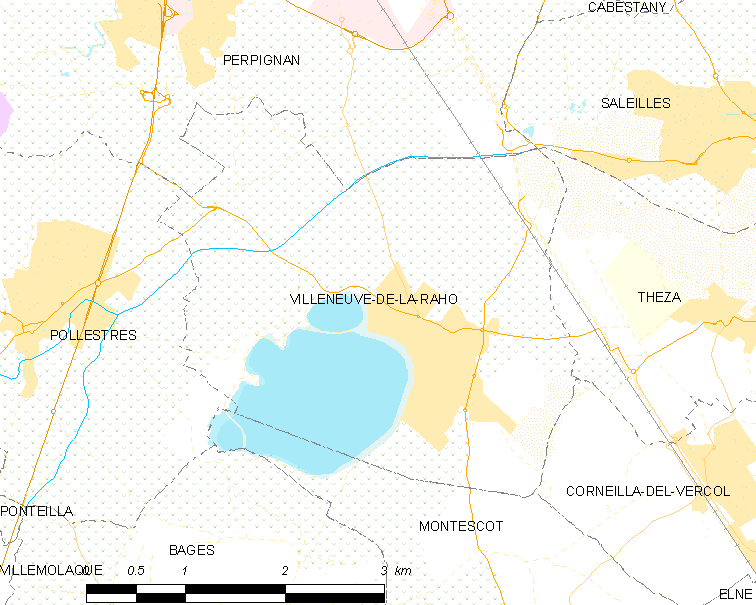
Carte de la commune.

|            | Perpignan             | Saleilles (par un quadripoint) |
| Pollestres | Villeneuve-de-la-Raho | Théza                          |
|            | Montescot             | Corneilla-del-Vercol           |

### Géologie et relief
La commune est classée en zone de sismicité 3, correspondant à une sismicité modérée.

### Hydrographie
- lac éponyme, d'une surface de près de 200 hectares.

### Climat
Pour des articles plus généraux, voir Climat de l'Occitanie et Climat des Pyrénées-Orientales.
En 2010, le climat de la commune est de type climat méditerranéen franc, selon une étude du CNRS s'appuyant sur une série de données couvrant la période 1971-2000. En 2020, Météo-France publie une typologie des climats de la France métropolitaine dans laquelle la commune est exposée à un climat méditerranéen et est dans la région climatique Provence, Languedoc-Roussillon, caractérisée par une pluviométrie faible en été, un très bon ensoleillement (2 600 h/an), un été chaud (21,5 °C), un air très sec en été, sec en toutes saisons, des vents forts (fréquence de 40 à 50 % de vents > 5 m/s) et peu de brouillards.
Pour la période 1971-2000, la température annuelle moyenne est de 15,1 °C, avec une amplitude thermique annuelle de 15,5 °C. Le cumul annuel moyen de précipitations est de 578 mm, avec 4,9 jours de précipitations en janvier et 2,4 jours en juillet. Pour la période 1991-2020, la température moyenne annuelle observée sur la station météorologique la plus proche, située sur la commune de Perpignan à 7 km à vol d'oiseau, est de 16,0 °C et le cumul annuel moyen de précipitations est de 578,3 mm,. Pour l'avenir, les paramètres climatiques de la commune estimés pour 2050 selon différents scénarios d’émission de gaz à effet de serre sont consultables sur un site dédié publié par Météo-France en novembre 2022.

### Milieux naturels et biodiversité

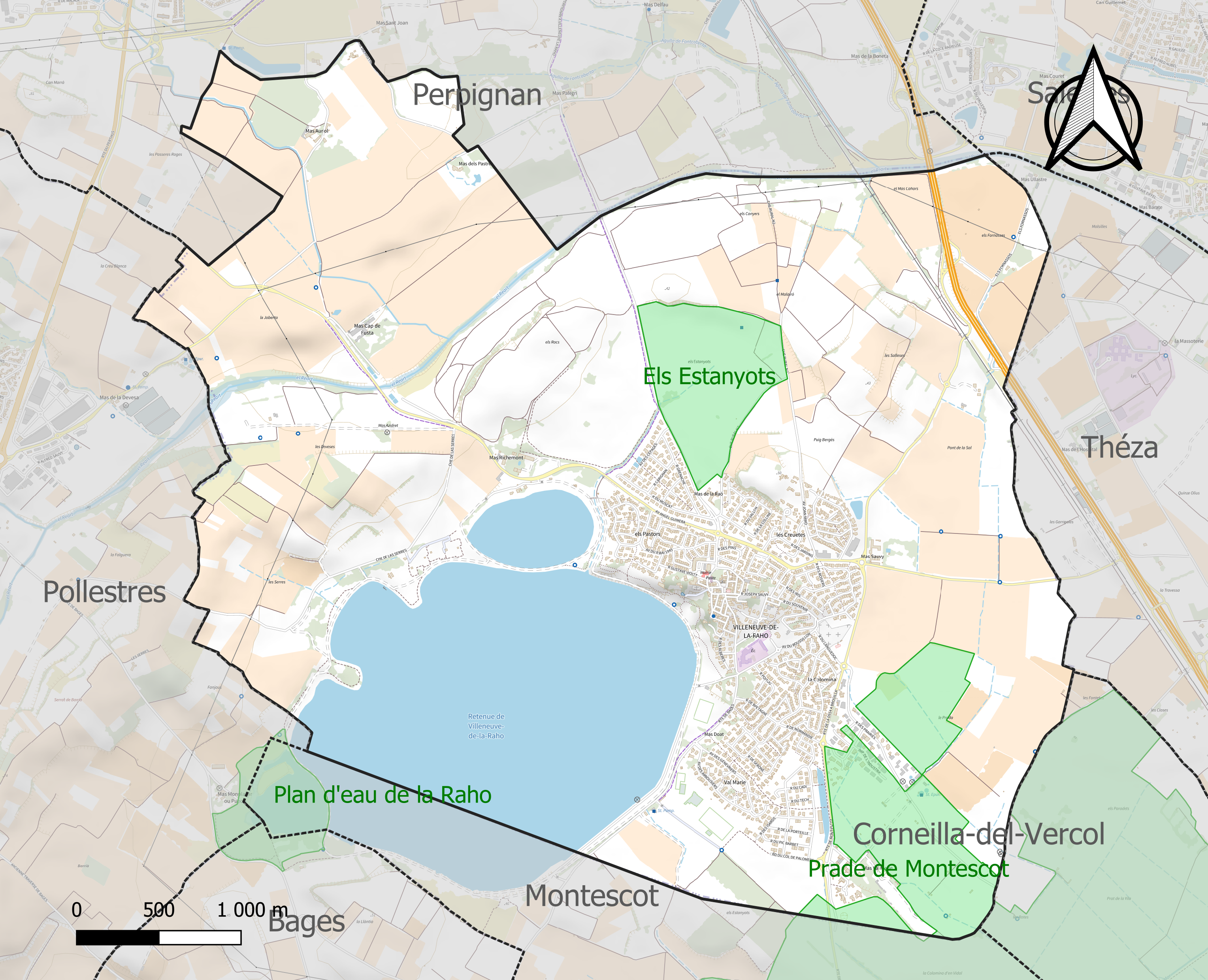
Carte des ZNIEFF de type 1 localisées sur la commune.

L’inventaire des zones naturelles d'intérêt écologique, faunistique et floristique (ZNIEFF) a pour objectif de réaliser une couverture des zones les plus intéressantes sur le plan écologique, essentiellement dans la perspective d’améliorer la connaissance du patrimoine naturel national et de fournir aux différents décideurs un outil d’aide à la prise en compte de l’environnement dans l’aménagement du territoire.
Deux ZNIEFF de type 1 sont recensées sur la commune :
les « Els Estanyots » (34 ha) et 
la « Prade de Montescot » (456 ha), couvrant trois communes du département.

## Urbanisme

### Typologie
Au 1er janvier 2024, Villeneuve-de-la-Raho est catégorisée bourg rural, selon la nouvelle grille communale de densité à sept niveaux définie par l'Insee en 2022.
Elle appartient à l'unité urbaine de Villeneuve-de-la-Raho, une unité urbaine monocommunale constituant une ville isolée,. Par ailleurs la commune fait partie de l'aire d'attraction de Perpignan, dont elle est une commune de la couronne,. Cette aire, qui regroupe 118 communes, est catégorisée dans les aires de 200 000 à moins de 700 000 habitants,.

### Occupation des sols
L'occupation des sols de la commune, telle qu'elle ressort de la base de données européenne d’occupation biophysique des sols Corine Land Cover (CLC), est marquée par l'importance des territoires agricoles (68,9 % en 2018), en diminution par rapport à 1990 (75,2 %). La répartition détaillée en 2018 est la suivante : 
cultures permanentes (47,4 %), eaux continentales (16,3 %), prairies (14,9 %), zones urbanisées (13,7 %), zones agricoles hétérogènes (6,5 %), espaces verts artificialisés, non agricoles (1,2 %). L'évolution de l’occupation des sols de la commune et de ses infrastructures peut être observée sur les différentes représentations cartographiques du territoire : la carte de Cassini (XVIIIe siècle), la carte d'état-major (1820-1866) et les cartes ou photos aériennes de l'IGN pour la période actuelle (1950 à aujourd'hui).

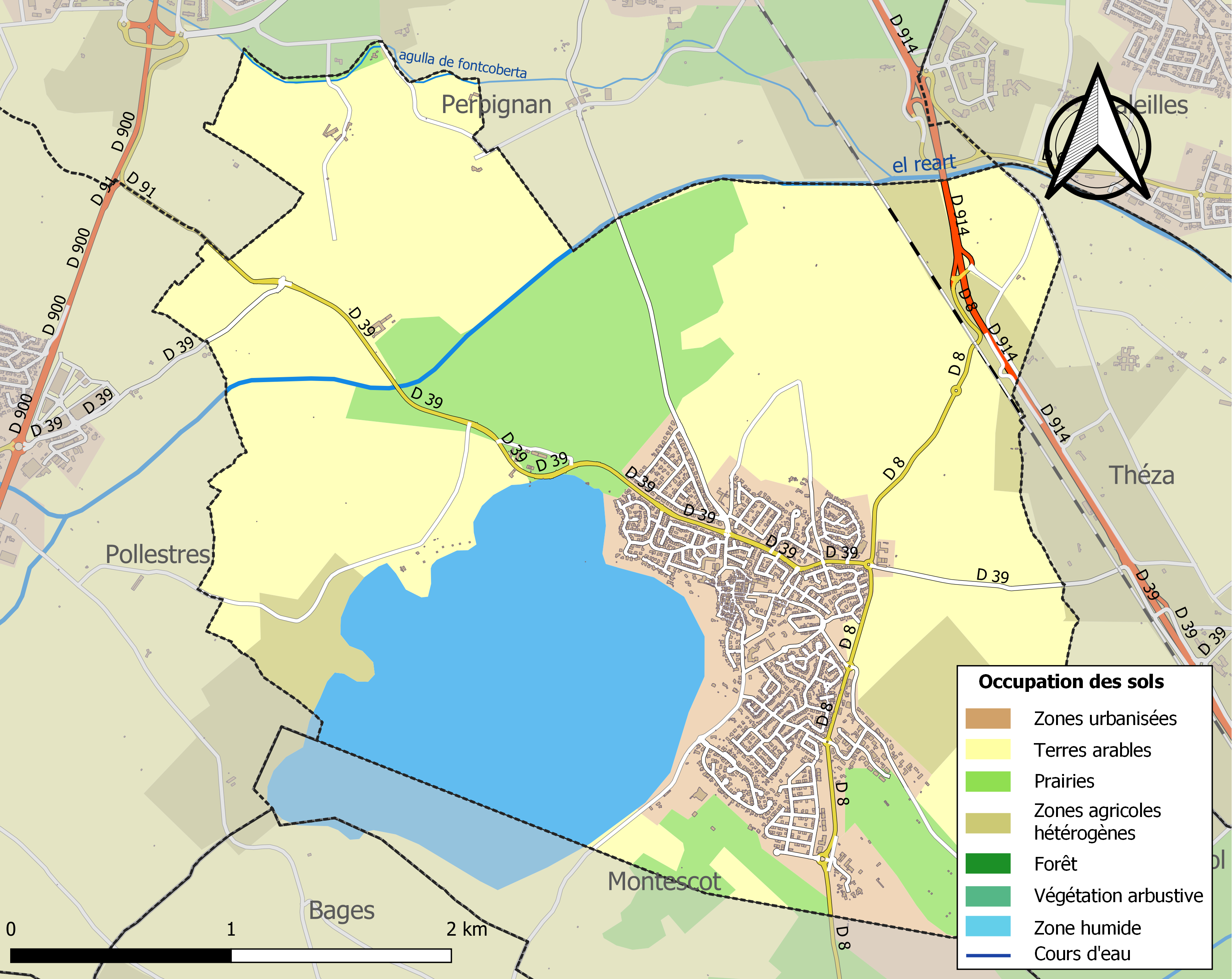
Carte des infrastructures et de l'occupation des sols de la commune en 2018 (CLC).

### Voies de communication et transports
La ligne 2 du réseau urbain Sankéo relie la commune au centre de Perpignan.

### Risques majeurs
Le territoire de la commune de Villeneuve-de-la-Raho est vulnérable à différents aléas naturels : inondations, climatiques (grand froid ou canicule), mouvements de terrains et séisme (sismicité modérée). Il est également exposé à un risque technologique,  le transport de matières dangereuses,.

#### Risques naturels
Certaines parties du territoire communal sont susceptibles d’être affectées par le risque d’inondation par crue torrentielle de cours d'eau du bassin du Réart. La commune fait partie du territoire à risques importants d'inondation (TRI) de Perpignan-Saint-Cyprien, regroupant 43 communes du bassin de vie de l'agglomération perpignanaise, un des 31 TRI qui ont été arrêtés le 12 décembre 2012 sur le bassin Rhône-Méditerranée. Des cartes des surfaces inondables ont été établies pour trois scénarios : fréquent (crue de temps de retour de 10 ans à 30 ans), moyen (temps de retour de 100 ans à 300 ans) et extrême (temps de retour de l'ordre de 1 000 ans, qui met en défaut tout système de protection),.
Les mouvements de terrains susceptibles de se produire sur la commune sont liés au retrait-gonflement des argiles. Une cartographie nationale de l'aléa retrait-gonflement des argiles permet de connaître les sols argileux ou marneux susceptibles vis-à-vis de ce phénomène.

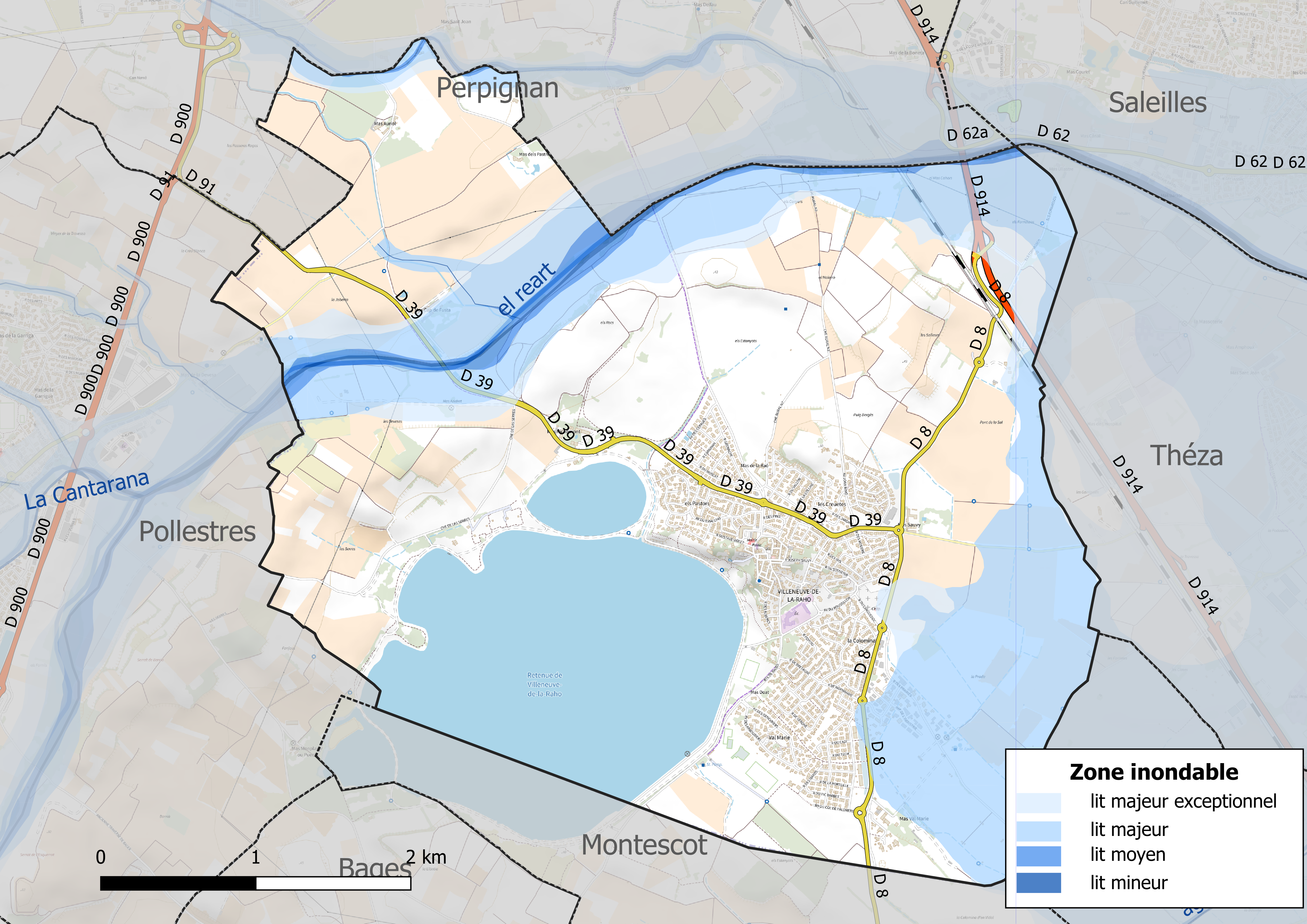
Carte des zones inondables.
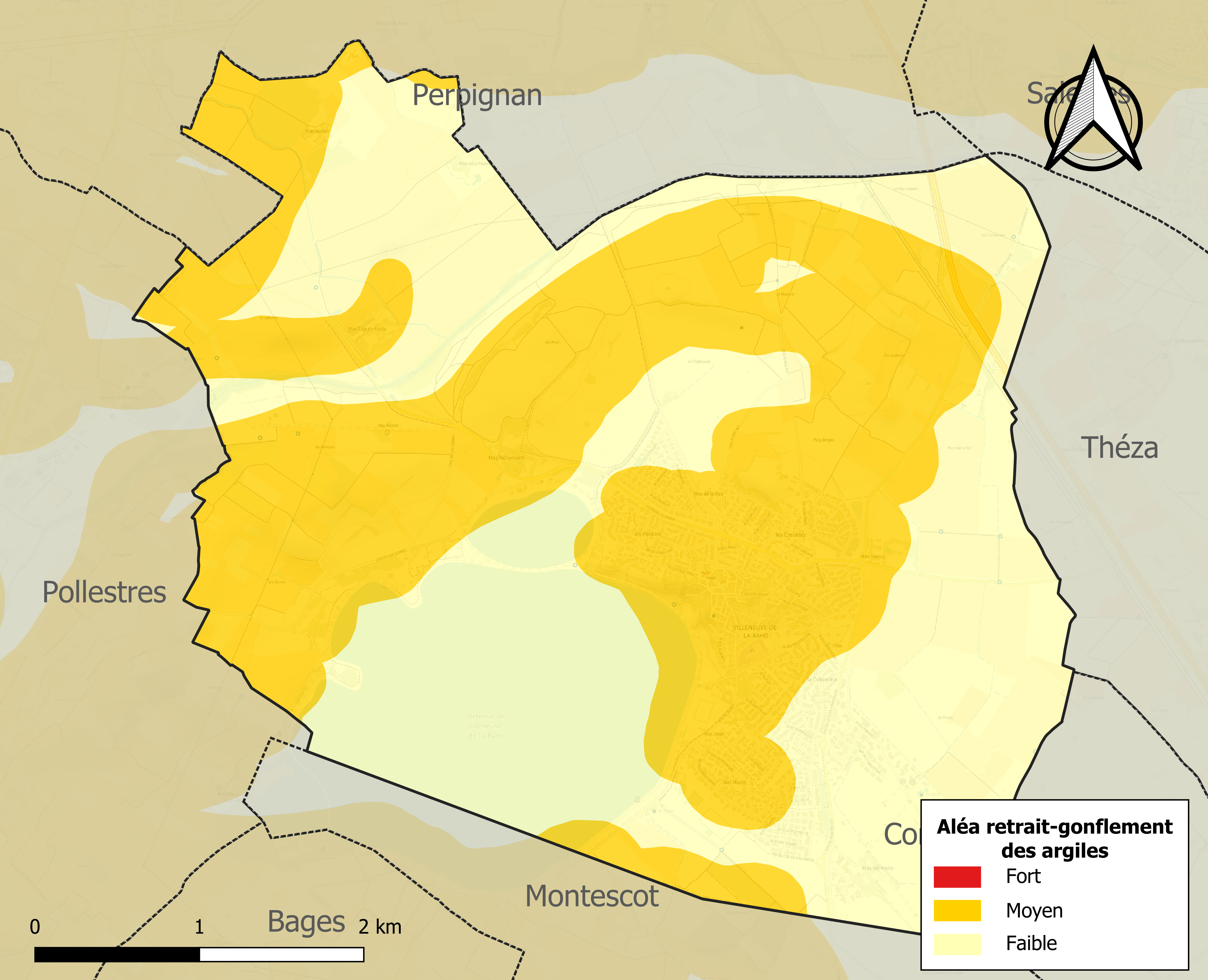
Carte des zones d'aléa retrait-gonflement des argiles.

#### Risques technologiques
Le risque de transport de matières dangereuses sur la commune est lié à sa traversée par des infrastructures routières et ferroviaires importantes et la présence d'une canalisation de transport de gaz. Un accident se produisant sur de telles infrastructures est en effet susceptible d’avoir des effets graves au bâti ou aux personnes jusqu’à 350 m, selon la nature du matériau transporté. Des dispositions d’urbanisme peuvent être préconisées en conséquence.
Dans le département des Pyrénées-Orientales, on dénombre sept grands barrages susceptibles d’occasionner des dégâts en cas de rupture. La commune fait partie des 66 communes susceptibles d’être touchées par l’onde de submersion consécutive à la rupture d’un de ces barrages.

## Toponymie
En catalan, le nom de la commune est Vilanova de Raó.

## Histoire
L'histoire de Villeneuve de la Raho remonte à l'époque romaine, avec la présence de trois villas romaines sur le territoire actuel de la commune. La première villa, située au "puig Berges", était la plus grande et a été découverte en 1836. Malheureusement, une grande partie du matériel archéologique a été dispersée et détruite au XIXe siècle. Deux autres villas romaines ont été trouvées près du mas "Val Marie" et au lieu-dit "les olivèdes". Après la chute de l'Empire romain, peu d'informations sont disponibles sur l'activité humaine à Villeneuve jusqu'au IXe siècle. Au cours des siècles suivants, le village a connu des changements de propriétaires et des litiges fonciers. Le château de Villeneuve a été reconstruit par les moines à partir du XIVe siècle. En 1419, le village a été vendu à Marti Jaubert et a été déplacé définitivement sur la butte, sous la protection du nouveau château. La population de Villeneuve a diminué au fil du temps, mais de nouvelles églises ont été construites. Au XVIIIe siècle, le village était essentiellement agricole et pauvre. Pendant le XIXe siècle, les paysans se sont tournés vers des cultures plus rentables, et de grands propriétaires ont émergé.

## Politique et administration

### Liste des maires
| Période   | Période          | Identité                    | Étiquette       | Qualité                                                                                |
| --------- | ---------------- | --------------------------- | --------------- | -------------------------------------------------------------------------------------- |
| ?         | 1936             | Julien Bonnecase            | SFIO            |                                                                                        |
| 1936      | 1940 (démission) | Adrien Rubirola (1906-1987) | SFIO            | Ouvrier agricole, syndicaliste CGT                                                     |
| 1940      | 1944             | délégation spéciale         |                 |                                                                                        |
| 1944      | 1947             | Adrien Rubirola             | SFIO            |                                                                                        |
| 1947      | ?                | Adrien Cazeilles            | SFIO            |                                                                                        |
| 1967      | juin 1995        | Paulin Gourbal              |                 |                                                                                        |
| juin 1995 | 1996             | Armand Janicot              |                 |                                                                                        |
| 1996      | mars 2001        | Alain Guimera               |                 |                                                                                        |
| mars 2001 | En cours         | Jacqueline Irles            | DVD puis UMP-LR | Cadre supérieur Députée de la 4e circonscription des Pyrénées-Orientales (2007 → 2012) |

## Population et société

### Démographie ancienne
La population est exprimée en nombre de feux (f) ou d'habitants (H).
| 1358 | 1365 | 1378 | 1470 | 1515 | 1553 | 1643 | 1709 | 1720 |
| ---- | ---- | ---- | ---- | ---- | ---- | ---- | ---- | ---- |
| 32 f | 29 f | 1 f  | 8 f  | 8 f  | 4 f  | 13 f | 21 f | 21 f |

| 1730 | 1767  | 1774 | 1789 | 1790 | - | - | - | - |
| ---- | ----- | ---- | ---- | ---- | - | - | - | - |
| 25 f | 154 H | 25 f | 27 f | 90 H | - | - | - | - |

### Démographie contemporaine
L'évolution du nombre d'habitants est connue à travers les recensements de la population effectués dans la commune depuis 1793. Pour les communes de moins de 10 000 habitants, une enquête de recensement portant sur toute la population est réalisée tous les cinq ans, les populations de référence des années intermédiaires étant quant à elles estimées par interpolation ou extrapolation. Pour la commune, le premier recensement exhaustif entrant dans le cadre du nouveau dispositif a été réalisé en 2006.

En 2022, la commune comptait 4 416 habitants, en évolution de +12,2 % par rapport à 2016 (Pyrénées-Orientales : +3,92 %, France hors Mayotte : +2,11 %).
| 1793 | 1800 | 1806 | 1821 | 1831 | 1836 | 1841 | 1846 | 1851 |
| ---- | ---- | ---- | ---- | ---- | ---- | ---- | ---- | ---- |
| 74   | 76   | 76   | 142  | 166  | 150  | 170  | 194  | 184  |

| 1856 | 1861 | 1866 | 1872 | 1876 | 1881 | 1886 | 1891 | 1896 |
| ---- | ---- | ---- | ---- | ---- | ---- | ---- | ---- | ---- |
| 220  | 174  | 204  | 239  | 281  | 403  | 429  | 513  | 560  |

| 1901 | 1906 | 1911 | 1921 | 1926 | 1931 | 1936 | 1946 | 1954 |
| ---- | ---- | ---- | ---- | ---- | ---- | ---- | ---- | ---- |
| 634  | 694  | 631  | 659  | 572  | 620  | 564  | 517  | 555  |

| 1962 | 1968 | 1975 | 1982  | 1990  | 1999  | 2006  | 2011  | 2016  |
| ---- | ---- | ---- | ----- | ----- | ----- | ----- | ----- | ----- |
| 615  | 630  | 908  | 1 234 | 3 189 | 3 625 | 3 767 | 3 800 | 3 936 |

| 2021  | 2022  | - | - | - | - | - | - | - |
| ----- | ----- | - | - | - | - | - | - | - |
| 4 270 | 4 416 | - | - | - | - | - | - | - |

| selon la population municipale des années : | 1968 | 1975 | 1982 | 1990 | 1999 | 2006 | 2009 | 2013 |
| Rang de la commune dans le département      | 79   | 57   | 57   | 25   | 26   | 26   | 28   | 29   |
| Nombre de communes du département           | 232  | 217  | 220  | 225  | 226  | 226  | 226  | 226  |

### Manifestations culturelles et festivités
- Fête patronale et communale : 7 janvier[37] ;
- Foire : 7 janvier[37].

### Sports
Un projet de golf de dix-huit trous sur la commune vieux de plus de vingt ans se transforme en chantier depuis fin 2023 et alors qu'une manifestation d'opposants dans un contexte de sécheresse historique réunit plus de 4 000 personnes en mars 2024. Des fouilles préventives réalisées en 2025 par l'INRAP sur le site permettent de trouver des vestiges datant du néolithique et de l'âge du  fer.

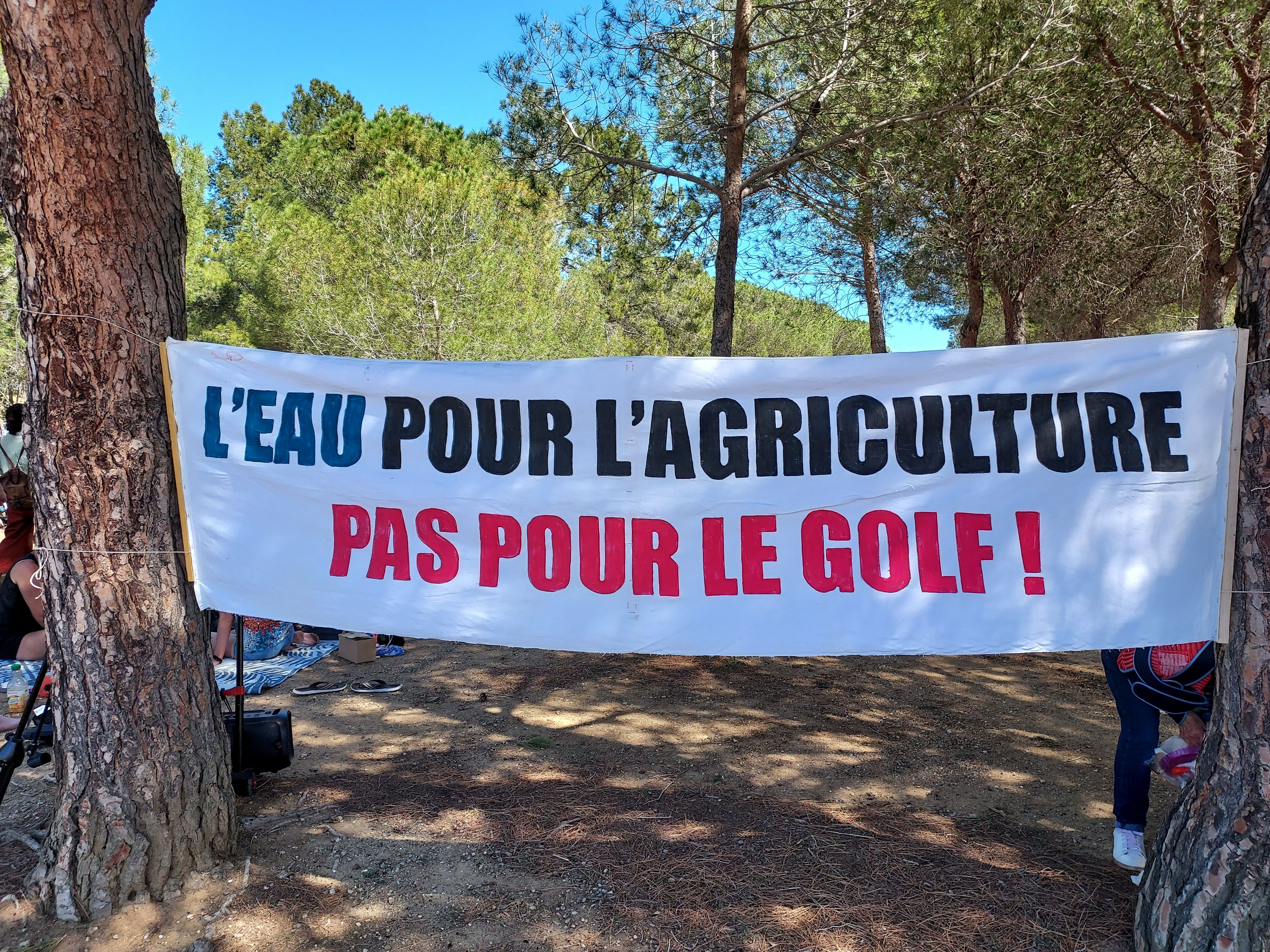
Banderole lors d'une manifestation contre le projet de golf.

## Économie

### Revenus
En 2018, la commune compte 1 777 ménages fiscaux, regroupant 4 009 personnes. La médiane du revenu disponible par unité de consommation est de 22 980 € (19 350 € dans le département). 55 % des ménages fiscaux sont imposés (42,1 % dans le département).

### Emploi
|                | 2008   | 2013   | 2018   |
| -------------- | ------ | ------ | ------ |
| Commune        | 8,2 %  | 8,1 %  | 9,8 %  |
| Département    | 10,3 % | 12,9 % | 13,3 % |
| France entière | 8,3 %  | 10 %   | 10 %   |

En 2018, la population âgée de 15 à 64 ans s'élève à 2 410 personnes, parmi lesquelles on compte 71,7 % d'actifs (62 % ayant un emploi et 9,8 % de chômeurs) et 28,3 % d'inactifs,. Depuis 2008, le taux de chômage communal (au sens du recensement) des 15-64 ans est inférieur à celui de la France et du département.
La commune fait partie de la couronne de l'aire d'attraction de Perpignan, du fait qu'au moins 15 % des actifs travaillent dans le pôle,. Elle compte 580 emplois en 2018, contre 634 en 2013 et 523 en 2008. Le nombre d'actifs ayant un emploi résidant dans la commune est de 1 509, soit un indicateur de concentration d'emploi de 38,4 % et un taux d'activité parmi les 15 ans ou plus de 51,8 %.
Sur ces 1 509 actifs de 15 ans ou plus ayant un emploi, 308 travaillent dans la commune, soit 20 % des habitants. Pour se rendre au travail, 88,5 % des habitants utilisent un véhicule personnel ou de fonction à quatre roues, 2,4 % les transports en commun, 5,8 % s'y rendent en deux-roues, à vélo ou à pied et 3,3 % n'ont pas besoin de transport (travail au domicile).

### Activités hors agriculture

#### Secteurs d'activités
352 établissements sont implantés  à Villeneuve-de-la-Raho au 31 décembre 2019. Le tableau ci-dessous en détaille le nombre par secteur d'activité et compare les ratios avec ceux du département,.
| Secteur d'activité                                                                                        | Commune | Commune | Département |
| Secteur d'activité                                                                                        | Nombre  | %       | %           |
| --- | ------- | ------- | ----------- |
| Ensemble                                                                                                  | 352     | 100 %   | (100 %)     |
| Industrie manufacturière, industries extractives et autres                                                | 17      | 4,8 %   | (8,7 %)     |
| Construction                                                                                              | 90      | 25,6 %  | (14,3 %)    |
| Commerce de gros et de détail, transports, hébergement et restauration                                    | 72      | 20,5 %  | (30,5 %)    |
| Information et communication                                                                              | 9       | 2,6 %   | (1,9 %)     |
| Activités financières et d'assurance                                                                      | 7       | 2 %     | (3 %)       |
| Activités immobilières                                                                                    | 19      | 5,4 %   | (6,2 %)     |
| Activités spécialisées, scientifiques et techniques et activités de services administratifs et de soutien | 47      | 13,4 %  | (13 %)      |
| Administration publique, enseignement, santé humaine et action sociale                                    | 68      | 19,3 %  | (13,9 %)    |
| Autres activités de services                                                                              | 23      | 6,5 %   | (8,5 %)     |

Le secteur de la construction est prépondérant sur la commune puisqu'il représente 25,6 % du nombre total d'établissements de la commune (90 sur les 352 entreprises implantées  à Villeneuve-de-la-Raho), contre 14,3 % au niveau départemental.

#### Entreprises et commerces
Les cinq entreprises ayant leur siège social sur le territoire communal qui génèrent le plus de chiffre d'affaires en 2020 sont : 
- Tra Appli Electrotechnique Heliotechni - Taeh, construction de réseaux électriques et de télécommunications (1 518 k€)
- Societe D'etancheite Villeneuvoise, travaux d'étanchéification (858 k€)
- La Petite Catalane, boulangerie et boulangerie-pâtisserie (747 k€)
- A L'eau Gouttiere, autres commerces de détail spécialisés divers (338 k€)
- SARL BPPL, travaux de terrassement courants et travaux préparatoires (336 k€)

### Agriculture
|               | 1988 | 2000 | 2010 | 2020 |
| ------------- | ---- | ---- | ---- | ---- |
| Exploitations | 61   | 16   | 15   | 9    |
| SAU (ha)      | 827  | 419  | 332  | 223  |

La commune est dans la « plaine du Roussillon », une petite région agricole occupant la bande côtière et une grande partie centrale du département des Pyrénées-Orientales. En 2020, l'orientation technico-économique de l'agriculture  sur la commune est la viticulture. Neuf exploitations agricoles ayant leur siège dans la commune sont dénombrées lors du recensement agricole de 2020 (61 en 1988). La superficie agricole utilisée est de 223 ha,,.

## Culture locale et patrimoine

### Monuments et lieux touristiques
- La Chapelle Saint-Julien-et-Sainte-Basilisse de Villeneuve-de-la-Raho, ancienne église paroissiale, construite en 996 remaniée au XIIe siècle. L'édifice a été classé au titre des monuments historiques en 1912[44].
- Église Saint-Julien-et-Sainte-Baselisse de Villeneuve-de-la-Raho. L'église paroissiale actuelle, également dédiée aux Saints Julien et Basilisse, date du XVIIe siècle.

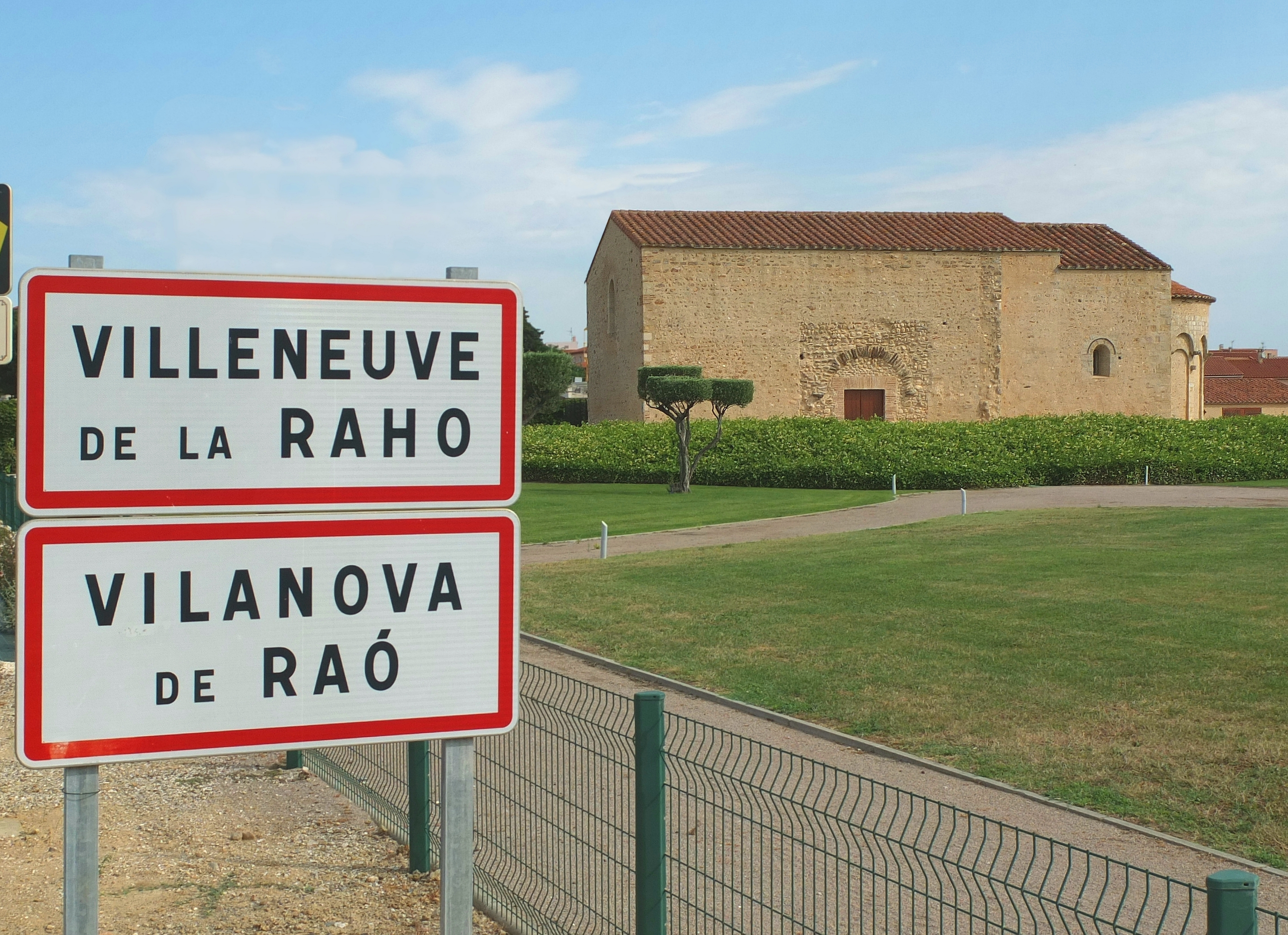
Chapelle Saint-Julien-et-Sainte-Basilisse (vue sud)
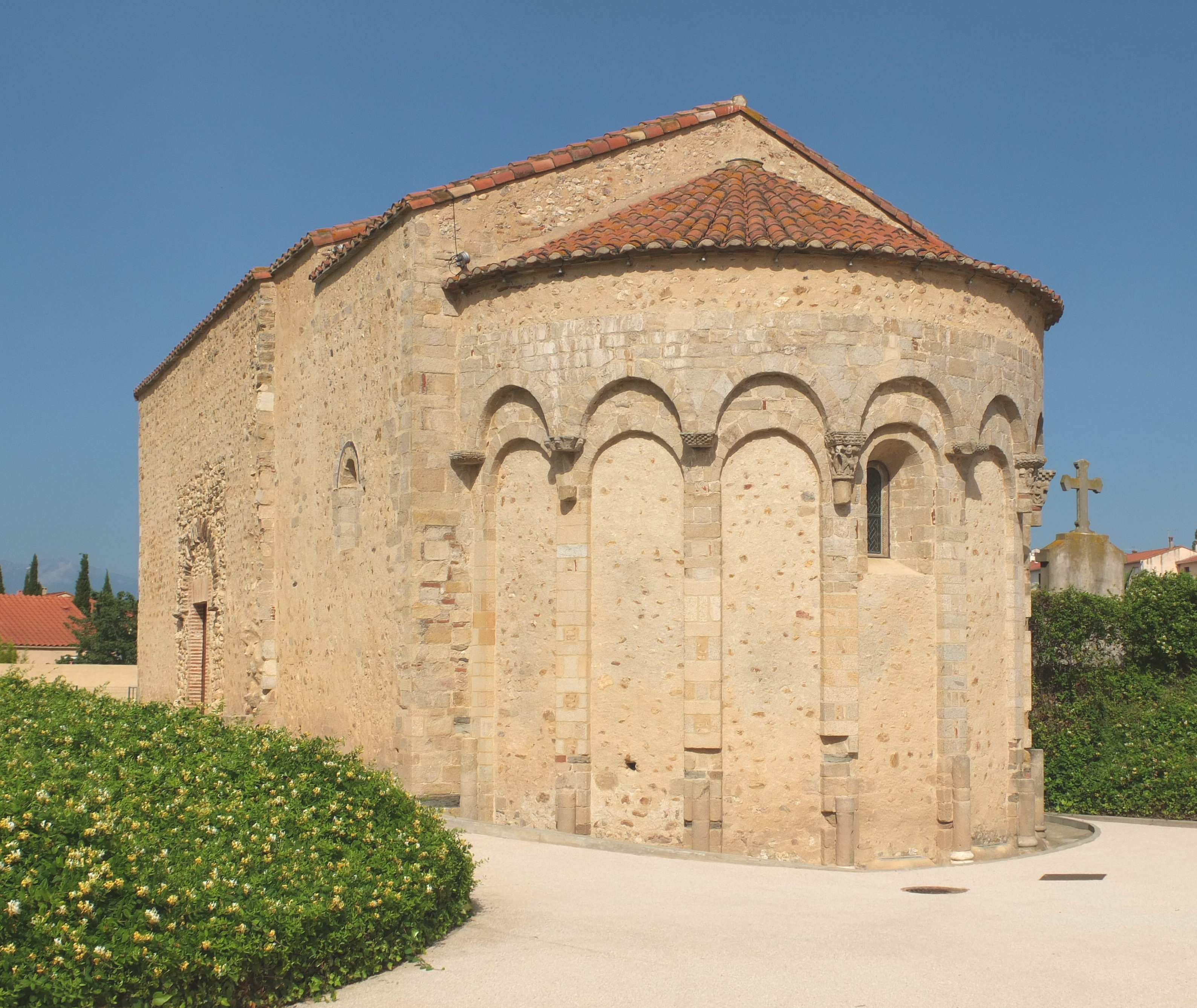
La chapelle (vue est)
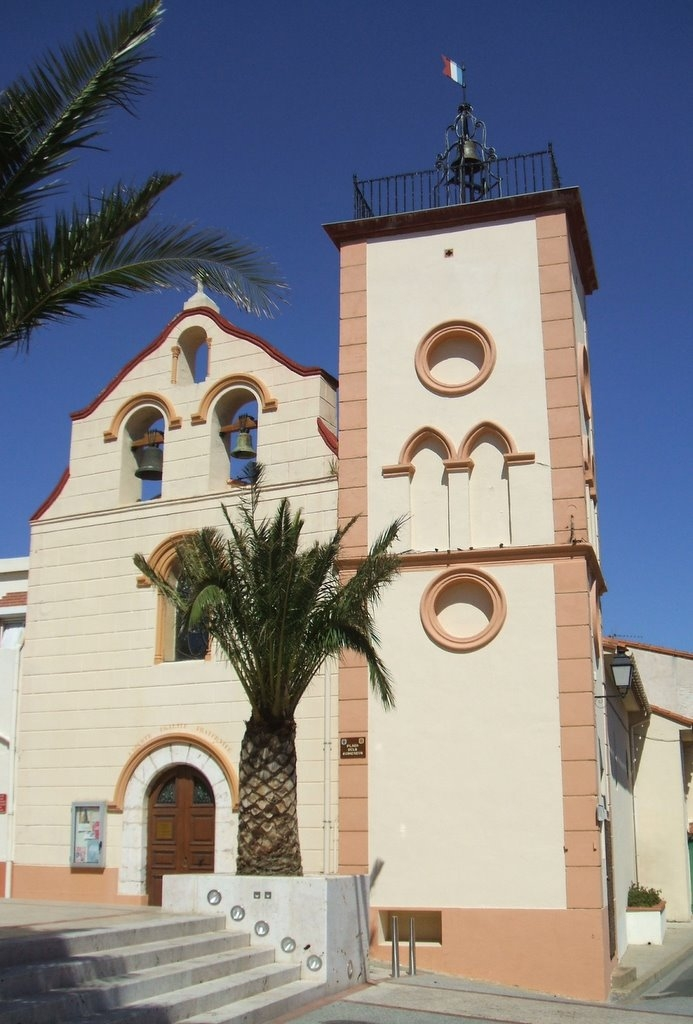
Eglise paroissiale Saint-Julien

### Personnalités liées à la commune
- Alfred Sauvy (1898-1990) : économiste, démographe et sociologue français, auteur de l'expression tiers monde en 1952, né à Villeneuve-de-la-Raho ;
- Camille Montade (1901-1949) : joueur de rugby, né à Villeneuve-de-la-Raho.

### Héraldique
| Blason | Blasonnement : Deux écus accolés: (1) D'azur à trois pommes de pin versées d'argent. (2) D'or à quatre pals de gueules. |